# Clément Akpa
Clément Akpa (* 24. November 2001 in Meudon) ist ein ivorisch-französischer Fußballspieler, der aktuell bei der AJ Auxerre in der Ligue 1 spielt.

## Karriere

### Verein
Akpa begann seine fußballerische Ausbildung bei der US Vandoeuvre. Anschließend spielte er bis 2018 beim FC Montrouge, ehe er in die Jugendakademie des FC Metz wechselte. Dort spielte er von 2019 bis 2021 17 Mal für die zweite Mannschaft in der National 3 und 2.
Im Sommer 2021 wechselte er schließlich zur AJ Auxerre, wo er zunächst auch bei der zweiten Mannschaft unterschrieb. Hier wurde er 2021/22 auch nur in der vierten Liga eingesetzt und spielte dort 27 Mal. Für die Spielzeit 2022/23 wurde er schließlich an den Drittligisten US Orléans verliehen. Hier spielte er 18 Mal in der National, konnte sich jedoch nicht wirklich als Stammspieler durchsetzen. Nach seiner Rückkehr kam er direkt am ersten Spieltag der Saison 2023/24 zu seinem Profidebüt in der Ligue 2. Am Ende kam Akpa auf 23 Ligaspiele in der Saison und stieg mit der AJA in die Ligue 2 auf.

### Nationalmannschaft
Im März 2024 spielte Akpa einmal für die ivorische U23-Nationalmannschaft.

## Erfolge
AJ Auxerre
- Meister der Ligue 2: 2024  ▲